# Augusto Armellini
Augusto Armellini (Roma, ca. 1827 – Roma, 2 marzo 1912) è stato un politico italiano.

## Biografia
Figlio della pittrice Faustina Bracci e di Carlo Armellini, come Assessore della Giunta Comunale, fu facente funzioni di Sindaco di Roma, dal luglio del 1880 all'ottobre del 1881. Il cugino Andrea Bracci, figlio di Maria Giorgi e del poeta Pietro Bracci fu vicesindaco.
Fu nuovamente Sindaco di Roma tra il novembre del 1889 e giugno del 1890.
Massone, fu membro del Grande Oriente d'Italia.